# Rudolf Kjellen
Johan Rudolf Kjellén (Suedez: [ɕɛlleːn], n. 13 iunie 1864, Q10700467⁠(d), Skaraborg⁠(d), Suedia – d. 14 noiembrie 1922, Uppsala Cathedral Assembly⁠(d), Uppsala län, Suedia) a fost un politolog și un politician suedez, recunoscut pentru inventarea unor termeni precum „biopolitică” și „geopolitică”. Opera sa a fost influențată de Friedrich Ratzel. Împreună cu Alexander von Humboldt, Carl Ritter și Ratzel, Kjellén a pus bazele geopoliticii germane, care ulterior a fost susținută, în mod proeminent de generalul Karl Haushofer. Kjellén a absolvit gimnaziul din Skara în 1880 și a fost înscris la Universitatea Uppsala în același an. A obținut doctoratul în filosofie în Uppsala în anul 1891 și a fost docent acolo între anii 1890 și 1893. De asemenea, a predat la Universitatea din Göteborg din 1891 și a fost profesor de științe politice și statistică din 1901 până când a primit prestigioasa profesiune Skyttean a Elocvenței și a Guvernului în Uppsala în 1916. Fiind un politician conservator, a fost membru al Camerei secundare a Parlamentului Suediei între anii 1905-1908 și al Camerei primare din 1911 până în 1917.

## Idei
Kjellén a fost elevul lui Ratzel și a elaborat în continuare teoria organică a statului, inventând termenul "geopolitică" în acest proces. Elementele de bază ale ideilor sale au fost prezentate în anul 1900 în cartea "Introducere în geografia suedeză", pe baza prelegerilor sale de la Universitatea din Göteborg. Lucrarea sa, "Statul ca formă vie", publicată în 1916, este în general considerată ca fiind cea mai importantă carte despre geopolitică. Aceasta descrie cinci concepte-cheie, care ar forma geopolitica germană:
1. Reich-ul a fost un concept teritorial alcătuit din Raum (Lebensraum) și forma militară strategică;
2. Volk era o concepție rasistă a statului;
3. Haushalt a fost un apel pentru autarhie bazată pe teren, formulat ca reacție la vicisitudinile piețelor internaționale;
4. Gesellschaft era aspectul social al organizării și recursului cultural al unei națiuni, Kjellén antropomorfizând relațiile interstatale mai mult decât Ratzel; și,
5. Regierung era forma de guvernare a cărei birocrație și armată au contribuit la pacificarea și coordonarea oamenilor.

Kjellén a contestat singura caracterizare juridică a statelor și a susținut că statul și societatea nu sunt opuse, ci o sinteză a celor două elemente. Statul are o responsabilitate pentru lege și ordine, dar și pentru bunăstarea socială/progresul și bunăstarea economică / progresul. Autarhia, pentru Kjellén, a fost o soluție la o problemă politică, nu o politică economică în sine. Dependența de import, ar însemna, că o țară nu ar fi niciodată independentă. Cele trei caracteristici ale unui stat, după Kjellén, erau Topopolitica, Fisiopolitica și Morfopolitica. Primele două corespund lui Lage și Raum, care, respectiv, reprezintă poziția și teritoriul, în timp ce Morfopolitica este legată de forma și structura unui stat.

## Influență
Generalul Karl Haushofer, care a adoptat multe dintre ideile lui Kjellén, nu a fost interesat de politica economică, dar a susținut de asemenea autarhia; o națiune ce e mereu în luptă ar cere autonomie.
Adolf Hitler a adoptat politici în conformitate cu cele cinci concepte-cheie ale lui Kjellén, chiar dacă scrierea lui a fost sau nu transmisă direct lui Hitler. Nazismul ar echivala conceptul lui Kjellén de integrare a statului în fiecare aspect al vieții, în special în ceea ce privește asigurarea bunăstării sociale și economice. Naziștii ar viza, de asemenea, aceleași teritorii pe care Kjellén le-a subliniat și le-a urmat dominației economice în toate fostele state austro-ungare și în Balcani, monopolizând producția lor până la punctul în care puteau dicta producția țărilor și aruncau mărfurile industriale germane pe piețele lor. De asemenea, Kjellén (dar după Maurice Barrès și numeroasele partide "socialiste naționale", cum ar fi Partidul Național Social Ceh) a fost un utilizator timpuriu al termenului "socialism național" în 1910. Terminologia sa a luat forma în statul suveran postbelic  suedez, Folkhemmet, un termen pe care l-a inventat, care a fost inspirat în mare parte de reforma social-conservatoare a Germaniei lui Otto von Bismarck.